# 徐致祥
徐致祥（1838年—1899年），字季和，號靄如，江苏嘉定县（今上海市嘉定区）人，清朝政治人物，進士出身。
咸丰九年（1859年）举人。次年中进士，改庶吉士，散馆授编修，累升内阁学士兼礼部侍郎。后为太常寺少卿，任左副都御史，改任大理寺卿，升兵部右侍郎，任安徽学政。著有《徐公奏议》兩卷，同长白宝廷疏稿合编《嘉定长白二先生奏议》。
根据恽毓鼎在宣统三年（1911年）写就的《崇陵传信录》，徐在大约光绪十七年（1891年）便断言清朝有一天会灭亡——

二十年前，嘉定徐侍郎致祥嘗語毓鼎曰：「王室其遂微矣。」毓鼎請其故，侍郎曰：「吾立朝近四十年，識近屬親貴迨遍，異日御區宇、握大權者，皆出其中，察其器識，無一足當軍國之重者。吾是以知皇靈之不永也。」其言至是而信。

## 延伸阅读
[在维基数据编辑]
 在维基文库阅读此作者作品
 《清史稿/卷444》，出自趙爾巽《清史稿》